# Annona ambotay
Annona ambotay é uma espécie de planta com flor da família Annonaceae. É uma pequena árvore conhecida na Guiana pelos nomes Vilataille (crioulo), Ɨwi tay (Wayãpi), Envira-taia, Envira-cajú (português)  e anteriormente Amotay (Galibi). Na Bolívia chama-se Rononopa (Chácobo).

## Descrição
Annona ambotay é uma árvore esbelta (às vezes um arbusto trepador) que alcança de 3 a 7 metros de altura. Os ramos jovens são densamente tomentosos-ferruginosos.
O limbo foliar medindo 15-24 x 5-11 centímetros (para um pecíolo de 7-11 milímetros), é de formato obovado ou elíptico ou oval-lanceolado, com base arredondada ou subaguda, e longo acuminado no ápice, descolorido, verde acima, glauco abaixo (especialmente quando é jovem), papular, coberto por pêlos macios e ferruginosos.
As nervuras são peludas-ferruginosas em ambos os lados e mais ou menos salientes abaixo, com cerca de 12 pares de nervuras secundárias.
As inflorescências peludo-ferruginosas são em pequeno número, localizadas no meio dos entrenós, infrapeciolares, subsésseis, paucifloras, com pedicelo de 5 milímetros de comprimento. Há uma bráctea acima da base.
As flores são geralmente de cor vermelho escuro, com sépalas medindo 2 milímetros, peludo-ferruginosas na parte externa e seis pétalas: os externos são conatos na base e espalhados nas extremidades, medindo 15-25 x 7 milímetros, de formato oblongo, peludo-ferruginosos por fora, e os internos meio menores. Os conectivos são finamente apiculados.
Os frutos são globosos, lisos a ásperos, sem bordas, e medem de 3-5 centímetros de diâmetro  .

## Distribuição
Este tipo de planta pode ser encontrado em:
- Colômbia
- Venezuela (Bolívar: baixo Rio Caura, Amazonas: Culebra)
- Guiana
- Suriname
- Guiana Francesa
- Peru
- Brasil
  - Na região Amazônica
- Bolívia

## Ecologia
Annona ambotay é encontrada na Venezuela em florestas perenes de planície e bordas de florestas em torno de 100 a 300 metros de altitude.

## Usos
Entre os Galibi da Guiana, a casca da Annona ambotay era antigamente fervida e usada para tratar úlceras  .
As folhas e a casca da Annona ambotay são usadas para fazer um poderoso remédio febrífugo e sudorífico entre os Wayãpi  .
De acordo com o Waimiri-Atroari, a casca de Annona Ambotay é útil no tratamento de transtornos mentais  .
Em Alter-do-Chão, os Caboclos utilizam a fumaça da lenha Annona ambotay para aliviar as puérperas, afastar insetos picadores e tomar chá de casca contra dores de estômago  .
Os Chacobo da Bolívia utilizam a casca do caule de Annona ambotay para tratar entorses  .
As propriedades farmacológicas dos extratos de Annona ambotay foram avaliadas, incluindo suas propriedades antibacterianas , antimaláricas , antifúngicas, antioxidantes antitumorais  e toxicidade  .
A casca das raízes de Annona ambotay é utilizada na composição de curares  .

### Química
Um azaantraceno geovanina original foi isolado do tronco de Annona ambotay, bem como liriodenina, O-metil moscatolina, flavonóides, kaempferol, quercetina, (+)-dihidrokaempferol, (+)-dihidroqueretina, (±) -periodictiol e (+)- catequina, os esteroides sitosterol e 5α-estigmastano-3,6-diona , mas também argentilactona e um ácido graxo original (ácido 5 -hidroxidodeca-cis-2,trans-6-dienóico  .
Seu óleo essencial também foi analisado  .